# Vatra Dornei
Vatra Dornei è un municipio della Romania di 12 578 abitanti, ubicato nel distretto di Suceava, nella regione storica della Bucovina.
Fanno parte dell'area amministrativa anche le località di Argestru, Roșu e Todireni.
La città compare nelle fonti scritte alla fine del XVI secolo e, come l'intera provincia della Bucovina, faceva parte degli Asburgo, poi impero austro-ungarico tra il 1775 e il 1918. Vatra Dornei è una conosciuta e ben frequentata stazione sciistica fin all'inizio dell'800 con la costruzione di residenze per villeggiatura e poi strutture ricettive grazie alla presenza dei bagni termali e degli impianti sciistici. L'architetto austriaco Peter Paul Brang è l'autore del Casinò costruito per gli stessi (ricchi) turisti nel centro di Vatra Dornei nel 1898. 
È divisa in 10 quartieri: Chilia, Centru, Foresta, Runc, Roșu, Argestru, Todireni, Bârnărel, Bernat, Floreni.
Vatra Dornei è dotata anche di un aeroporto distante 5 chilometri dal centro della città, nel quartiere Floreni.